# Marzio Mastrilli
Pour les articles homonymes, voir Gallo (homonymie).
 (août 2021).
 (août 2021).
Améliorez-le ou discutez des points à vérifier. 
Marzio Mastrilli, né le 15 septembre 1753 à Palerme (ou Ponticchio) en Italie et mort le 4 février 1833 à Milan est marquis puis duc de Gallo, était un noble patricien napolitain, diplomate et homme politique napolitain des XVIIIe et XIXe siècles.

## Biographie
Le marquis de Gallo naquit en 1753 à Palerme en Sicile, d'une famille de la province de Salerne, ancienne et noble mais sans fortune. Par son éducation, son aménité et ses talents poétiques, il eut beaucoup de succès à la cour et fut employé dans la diplomatie du royaume : secrétaire de légation, conseiller d'ambassade, il fut appelé à tous les postes par suite de ses succès de cour, qui lui donnèrent à la fois l'habitude du monde et la connaissance des affaires. Gallo fut remarqué par la reine Caroline, protégé par cette princesse et admis dans son intimité.
Il parvint aux premiers emplois de la diplomatie. En 1795, il partit pour Vienne où il accompagna la princesse Marie-Thérèse, fille de Ferdinand IV de Naples, destinée à épouser son double cousin l'empereur François II.

### Léoben et Campo-Formio
Fort estimé de cette princesse, il resta en Autriche avec le titre d'ambassadeur du royaume de Naples, et y obtint un grand crédit. Il se lia intimement avec le ministre Thugut, et se trouvait au plus haut degré de la faveur en 1797, lorsque le général Bonaparte et l'armée révolutionnaire furent près d'envahir la capitale de l'Autriche. 
Dans une si terrible crise, l'impératrice se tourna vers le marquis de Gallo, pour qu'il l'aidât à en sortir. Ce fut avec étonnement qu'on vit un ambassadeur étranger traiter au nom de l'Autriche, et réussir mieux que le plénipotentiaire autrichien même, Bonaparte avait d'abord fait difficulté de l'admettre à cause de sa qualité d'ambassadeur de Naples : « mais, ajouta-t-il dans sa dépêche au Directoire, je n'ai pas cru devoir insister dans cette opposition, parce que cela aurait apporté beaucoup de lenteurs, et parce qu'il parait revêtu d'une grande confiance de l'Empereur ; enfin, parce que les Autrichiens et les Hongrois sont très irrités de voir les étrangers jouer le principal rôle dans une affaire aussi importante, et que, si nous rompons, ce sera, un moyen très considérable d'exciter le mécontentement contre le gouvernement de Vienne., »
On convint que, sous prétexte d'un voyage à Naples, il essaierait de traverser l'armée française ; que, sans paraître en avoir reçu mission, il chercherait à entrer en négociation avec Bonaparte, et que surtout il lui ferait suspendre sa marche. Ce général, qui dès lors entretenait de secrètes intelligences à Vienne, fut aussitôt prévenu de ce plan ; et lorsque le marquis se présenta comme accidentellement, et demandant un laissez-passer, il le déconcerta par des questions embarrassantes, et le subjugua tellement qu'il le força d'avouer tout ce dont il était chargé. Accepté pour négociateur, le marquis de Gallo retourna bientôt à Vienne chercher des pouvoirs, des instructions, et peu de jours après il revint signer les préliminaires de Léoben.
Il assista ensuite aux conférences d'Udine, préparatoires à la paix de Campo-Formio, avec Cobenzl, et d'un caractère plus flexible que ce ministre, ou plutôt ayant dès lors avec Napoléon des points de contact et de rapprochement que la suite des événements a fait assez connaître, il en obtint beaucoup plus que son collègue, qui le choqua souvent par sa « dureté germanique ». Plus souple et plus conciliant, le marquis de Gallo rétablit plus d'une fois les affaires au moment où tout semblait près d'être rompu.
Ce fut surtout après la scène du cabaret de porcelaine jeté en éclats sur le parquet, qu'il usa avec le plus de succès de cet esprit de conciliation et de souplesse. Il accompagna le général français jusqu'à sa voiture en s'efforçant de le retenir, « me tirant force coups de chapeau, disait Napoléon à Sainte-Hélène, et dans une attitude si piteuse, qu'en dépit de ma colère ostensible, je ne pouvais m'empêcher d'en rire intérieurement beaucoup. » Après cette espèce de comédie, où comme l'on voit chacun joua fort bien son rôle, le marquis de Gallo contribua beaucoup à la conclusion de la paix de Campo-Formio ; et il signa comme ministre plénipotentiaire du royaume de Naples ce traité qui changea complètement l'ancien État européen. Sans parier des avantages qui restèrent ignorés du public, il reçut de son souverain une ample gratification, et de l'empereur d'Autriche l'ordre de la Toison d'or.

### Vice-roi de Sicile
Revenu dans sa patrie il y fut mis à la tête du ministère à la place d'Acton, lorsque Ferdinand IV voulut paraître se rapprocher de la France, et qu'il fallut recevoir les ambassadeurs Garat, puis Lacombe-Saint-Michel, dont le marquis de Gallo savait mieux qu'un autre supporter les hauteurs et les menaces. Il lui fut cependant impossible de conjurer l'orage qui menaça le royaume au commencement de l'année 1799, et le général Mack, que lui-même avait contribué à faire venir de Vienne, acheva par son impéritie d'en ouvrir les portes aux Français.
Envoyé auprès de Championnet pour demander une trêve, lorsque ce général s'approcha de la capitale, il ne lui fut pas même permis de pénétrer jusqu'à lui, et il se rendit alors à Vienne pour y implorer les secours de l'Autriche qu'il n'obtint pas davantage.
Le marquis de Gallo ne revint à Naples qu'après le départ des Français à la fin de l'année 1799, au moment où le cardinal Ruffo et Acton y dirigeaient une violente réaction contre les révolutionnaires. Toujours partisan des moyens de modération et de douceur, il eut à cette occasion de vifs démêlés avec le favori de la reine ; et ce fut sans doute pour l'éloigner des affaires qu'on le nomma vice-roi de Sicile. Mais il ne remplit que peu de temps ces hautes fonctions ; et lorsque le parti anglais commença à perdre de son crédit à Naples, lorsque les Français menacèrent encore une fois ce royaume, on eut de nouveau recours à Gallo qui avait toujours su rester avec eux en bonne intelligence.

### Ambassade à Paris
Il fut d'abord envoyé avec le titre d'ambassadeur auprès de la nouvelle République cisalpine, puis auprès du Premier consul, où il eut à diriger des négociations aussi importantes que difficiles, puisqu'il s'agissait de garantir d'une invasion le royaume de Naples, tandis que la cour des Deux-Siciles négociait secrètement avec les différentes puissances, afin de se ménager leur appui dans les attaques auxquelles il était aisé de voir qu'elle ne pourrait pas se soustraire. Ce fut dans ces circonstances que « l'Angleterre », désirant ardemment connaître le secret des négociations que dirigeait à Paris le marquis de Gallo, fit attaquer près d'Asti, le 12 juin 1803, par une bande de brigands, un courrier qui lui était adressé de Naples. Les dépêches, vainement recherchées par la justice locale, furent transférées à Savone, et à l'instant chargées sur un bateau anglais qui les attendait ; et l'on doit croire que la connaissance de ces dépêches secrètes qu'eut ainsi le ministère britannique fut d'une grande influence sur la suite des événements.
Gallo assista en mai 1805, au couronnement de Napoléon Ier comme roi d'Italie. Le 21 septembre suivant, au moment où l'Empereur partit pour sa campagne contre les Austro-Russes, il consentit à un traité que signa le marquis de Gallo pour l'évacuation du royaume de Naples par les troupes françaises qui l'occupaient, et dont probablement il pensait avoir besoin dans la suite de cette guerre. Au même instant, la cour de Naples en signait en même-temps un autre, à l'insu du marquis, en vertu duquel douze mille anglo-russes devaient débarquer dans ses ports. Aussitôt après la victoire d'Austerlitz, Français faisaient leur rentrée sur les terres napolitaines pour y empêcher tout débarquement Austro-Russe.
Ce débarquement ayant été effectué peu de jours après, le marquis de Gallo, à cette nouvelle, se trouva dans un grand embarras. Napoléon était en Allemagne à la tête de son armée ; le duc continua de se présenter chez les princes et chez les ministres, et protesta de sa bonne foi ; on lui rendit justice. Il ne s'en tint pas là, il donna sa démission, et attendit à Paris la suite des événements, qui allaient enlever bientôt à Ferdinand le trône de Naples.

### Ministre de Joseph Bonaparte et Joachim Murat

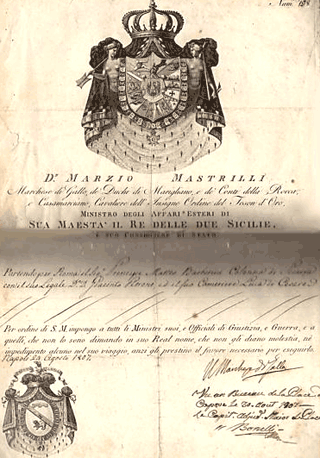
Laissez-passer (1807) signé par le ministre Mastrilli, au profit du prince Maffeo Barberini Colonna, afin qu'il puisse se déplacer librement à Rome, avec son avocat et son valet de chambre.

En effet, Napoléon décida que les Bourbons avaient cessé de régner à Naples : Joseph Bonaparte fut proclamé roi de Naples en 1806 et Mastrilli reçut l'ordre impérial de se rendre auprès de ce prince, qui lui confia le porte-feuille des affaires étrangères, que lui avait autrefois confié Ferdinand IV. Le marquis de Gallo n'hésita point à s'attacher à la fortune de ce nouveau roi. Cette défection, faite pour étonner dans un autre siècle, mais qui a rencontré tant d'exemples au cours de ce début de XIXe siècle, fut récompensée par toutes sortes de faveurs, telles que pensions, domaines et titres de tous genres.
Il n'avait eu, jusque-là, pour toute fortune, que son traitement et une assignation annuelle de 7 000 ducats sur le Monte frumentario (it) : Joseph lui fit des dons considérables en biens de l'État, soit par des dons directs, soit par la remise du prix de ceux que le marquis acquérait des domaines. Le roi lui témoigna beaucoup de confiance, le duc le suivit à Bayonne au mois de mai 1808, où il reçut la Grand'croix de l'ordre royal des Deux-Siciles. Il accompagna de là Joachim à Naples, lorsque ce prince vint succéder à Joseph, et fut continué dans son ministère.
Ses récompenses augmentèrent encore : Joachim le fit duc avec majorat, lors de son second mariage avec mademoiselle de Colonna-Stigliano, et lui donna dans toutes les circonstances, des preuves d'une bienveillance particulière. Le duc de Gallo, y a répondu par un dévouement sincère à ses intérêts, et par une fidélité qui ne s'est jamais démentie : il dirigea sans interruption le gouvernement et la politique du roi de Naples jusqu'aux grands événements de 1814. Ce fut lui surtout, on ne peut en douter, qui chercha à le rapprocher de l'empire d'Autriche et qui parvint à lui faire signer, le 11 janvier 1814, avec le cabinet de Vienne, un traité de garantie ; et le 3 février suivant, une convention avec lord Bentinck, stipulant pour l'Angleterre.
Quand Joachim fit une tentative pour s'emparer du reste de l'Italie, au mois de mars 1815, le duc de Gallo suivit constamment le quartier-général de l'armée napolitaine, et il ne s'en sépara que lorsque la défaite décisive que Murat essuya sur le Pô, le 18 avril suivant, eut nécessité sa présence dans la capitale.
Le Commodore anglais Campbell s'étant présenté le 11 mai devant le port de Naples à la tête d'une escadre, le duc de Gallo s'empressa d'écrire à cet officier pour le prier de ne rien entreprendre contre la ville, qui fut remise aux Anglais, et il se rendit bientôt après à Capoue, pour tenter d'arrêter par voie de négociation les Autrichiens qui marchaient sur Naples ; mais, dans une entrevue qu'il eut avec le général Bianchi, il reçut l'assurance positive que les alliés n'entreraient dans aucun arrangement en faveur de Murat. Le duc envoya alors au quartier-général autrichien le général Coletta, chargé d'offrir une capitulation acceptée et signée le 20 mai, et qui eut pour résultat la reddition totale du royaume de Naples aux puissances alliées.
Les Autrichiens entrèrent aussitôt dans Capoue ; le peuple se souleva contre les agents du pouvoir de Murat, et voulut égorger le duc de Gallo lui-même, qui ne dut son salut qu'à la protection des Autrichiens. Il suivit Murat jusqu'au moment où ce roi fugitif essaya de s'embarquer pour les côtes de Provence avec un petit nombre de serviteurs.
De retour à Naples, il se présenta à Ferdinand, qui le reçut très froidement. Il se retira alors dans sa belle maison de campagne de Capo-di-Monte.

### Restauration des Bourbons
Rentré en grâce, il fut nommé ambassadeur à Saint-Pétersbourg mais ne s'y était pas encore rendu lorsque éclatèrent, en 1820, les mouvements insurrectionnels tendant à imposer au roi Ferdinand IV la constitution des cortès d'Espagne. Le prince de Calabre, nommé vicaire-général du royaume par les insurgés après l'abdication du roi, désigna le duc de Gallo, par décret du 11 juillet, pour l'un des membres de la junte provisoire du nouveau gouvernement ; et, par un décret du 25 du même mois, il le nomma ambassadeur extraordinaire près la cour de Vienne, en remplacement du prince Ruffo.
Gallo partit pour cette destination dans les premiers jours d'août. Il arriva le 28 à Klagenfurth, où il lui fut déclaré, de la part de l'empereur d'Autriche, qu'il ne devait pas continuer son voyage. Forcé de retourner en Italie, il fut, à son arrivée, nommé lieutenant du roi en Sicile, puis ministre des affaires étrangères à la place du duc de Campo-Chiaro qui avait donné sa démission.

### Congrès de Laybach
Peu de temps après, ayant été choisi par Ferdinand IV pour l'accompagner au congrès de Laybach, il fut autorisé par le prince royal et par le nouveau parlement à quitter son poste pour remplir cette mission extraordinaire. En conséquence, il rejoignit le roi à Florence. Arrivé à Mantoue le 5 janvier 1821, le délégué de la province lui signifia qu'il ne pouvait le laisser continuer son voyage sans un ordre du cabinet de Vienne. Ce ne fut que le 8 que Gallo put se mettre en route pour Laybach (auj. Ljubljana, en Slovénie), ; mais, à son arrivée à Udine, il reçut une lettre du roi qui lui annonça que, d'après l'invitation qui lui avait été faite de ne conduire à Laybach que les individus attachés au service de sa personne, il fallait qu'il se rendit à Goritz pour y attendre ses ordres.
Le refus qu'éprouva le duc de Gallo, lorsqu'il sollicita du capitaine du Cercle, dans cette dernière ville, l'autorisation d'envoyer un courrier au roi pour lui soumettre les observations qu'il croyait convenable de lui adresser dans une circonstance aussi inattendue, et l'espèce de surveillance à laquelle il fut assujetti, donnèrent lieu de penser qu'on avait conçu à son égard des soupçons et des préventions défavorables, et que le roi lui-même ne le regardait pas comme entièrement dévoué à ses intérêts. Cependant le duc de Gallo, profitant d'une occasion extraordinaire, représenta au roi la fâcheuse position dans laquelle il se trouvait, en exposant que s'il était dans l'impossibilité de lui rendre aucun service, sa présence en Allemagne était désormais inutile, et qu'alors il le suppliait de lui permettre de retourner à Naples. Le 14 il reçut une réponse de Ferdinand qui lui annonçait qu'il lui ferait connaître postérieurement ses intentions.
Enfin le 29, arriva l'ordre de se rendre sur-le-champ à Laybach, mais seul et sans aucune suite. Le duc de Gallo fut reçu avec bonté par Ferdinand IV. Ce prince lui dit que le congrès avait pris toutes les décisions relatives à l'état politique du royaume de Naples, qu'il n'avait pu obtenir des puissances que lui, duc de Gallo, intervînt dans ces délibérations, parce que le gouvernement napolitain n'avait pas encore été reconnu ; qu'il avait obtenu seulement qu'avant d'expédier les courriers des puissances à Naples on lui donnât lecture des instructions qu'elles adressaient à leurs ministres respectifs, afin qu'il pût certifier au prince royal et à la nation le concours unanime des puissances aux décisions qui venaient d'être prises irrévocablement. En effet, le même jour, 30, le duc de Gallo fut invité par le prince de Metternich à une conférence où assistèrent tous les ministres ultramontains et italiens réunis à Laybach. Après avoir entendu la lecture des instructions qu'on allait envoyer à Naples, il répondit: « que s'il lui eût été permis d'entrer dans une discussion sur les principes et sur les faits exposés dans les papiers qui venaient de lui être lus, il aurait eu plusieurs observations à soumettre au congrès ; mais que, puisque cette faculté ne lui avait pas été accordée, et qu'il ne s'agissait que d'entendre le contenu des résolutions prises d'une manière irrévocable et déjà expédiées, il ne lui restait plus qu'à demander les instructions du roi. »
Le duc de Gallo prit congé de S. M. le lendemain, pour aller annoncer au prince royal et à la nation la volonté unanime des puissances. Il arriva le 13 février à Naples, et ce même jour l'ouverture du parlement eut lieu avec une grande solennité. Le duc de Gallo déposa entre les mains du président, par ordre du prince vicaire-général, les documents relatifs au congrès.
Lorsque l'autorité royale fut entièrement rétablie, et que les Autrichiens eurent de nouveau envahi le royaume (1821), le duc de Gallo alla encore uue fois vivre dans la retraite, où il termina ses jours quelques années plus tard dans un âge très avancé.
Le duc de Gallo avait épousé, le 14 mars 1813, Maria Luisa Colonna (13 juin 1795 † 1er janvier 1855), de quarante ans sa cadette, fille d'Andrea Colonna (21 novembre 1748 - Naples † 9 juillet 1820 - Naples) 3e prince de Stigliano et Cecilia Ruffo « dei Duchi di Bagnara » (28 juin 1759 - Naples † 16 décembre 1833), à priori sans postérité. Sa veuve se remaria le 5 septembre 1834 avec Diego Pignatelli (30 mars 1784 † 30 juillet 1874), prince de Monteleone, dont elle eut au moins un fils.

## Publications
Ses mémoires furent publiées :
- (it) Memorie dei duca di Gallo publicato da Benedetto Maresca : rédigés par son chef de bureau Salvatore Coppolo, Naples, Archivio storico per le provincie napoletane, 1888 (lire en ligne), Anno 13, p. 245-441 ;

## Carrière en bref
- Ambassadeur du royaume de Naples en Autriche (1790-1798) ;
  - Ministre plénipotentiaire à Léoben et Campo-Formio (1797) ;
- Secrétaire d'État à la Marine (11 janvier 1799) ;
- Vice-roi de Sicile (1799-1802) ;
- Ambassadeur auprès de la République cisalpine (1802) ;
- Ambassadeur à Paris (1803) ;
- Ministre des Affaires étrangères (1806-1808) ;
- Premier ministre (1808-1815),
  - Conseiller d'État ;
  - Secrétaire d'État pour les affaires de l'État, de la Marine et le Commerce ;
  - Surintendant général des Postes ;
  - Secrétaire de la Reine;
- Ambassadeur à Saint-Pétersbourg (1820)
- Membre de la junte provisoire du nouveau gouvernement (11 juillet 1820 - 25 juillet 1820)
- Ambassadeur extraordinaire près la cour de Vienne (25 juillet 1820-1820) ;
- Lieutenant du roi en Sicile (1820) ;
- Ministre des affaires étrangères (1820-1821) ;
- Ministre plénipotentiaire au Congrès de Laybach (1821).

## Titres, honneurs et distinctions
- Patricien napolitain du siège de Portanova (it) (inscrit au Livre d'Or en 1800)[1] ;
- Noble de Nola ;
- Marquis de Gallo puis 1er duc de Gallo (titre concédé par décret du 19 février 1813, par Joachim Murat, roi de Naples) : la lignée aînée continue à porter le titre de marquis[1] ;
- Gentilhomme de la chambre de Sa Majesté le roi des Deux-Siciles (avant 1797[8]) ;
- Chevalier de l'ordre de Saint-Janvier[8] (avant 1790[9]) ;
- Chevalier de l'ordre autrichien de la Toison d'or (no 860, 1798)
- Grand-croix de l'ordre royal des Deux-Siciles (Bayonne, mai 1808) ;

## Armoiries
| Figure | Blasonnement |
|        | Selon le laissez-passer signé de sa main en 1807 (voir plus haut), D'or, à la bande d'azur, chargé d'une fleur-de-lis d'argent, posée dans le sens de la bande, accompagné en chef d'un lambel de gueules et en pointe d'un lion du même, armé et lampassé d'azur., |